# 裴智桓
裴 智桓（ペ・ジファン、韓: 배지환、1999年7月26日 - ）は、韓国・大邱広域市出身のプロ野球選手（外野手、遊撃手、二塁手）。右投左打。MLBのピッツバーグ・パイレーツ所属。

## 経歴
2017年9月23日にアマチュア・フリーエージェントでアトランタ・ブレーブスと契約するもオフの11月21日、10月2日に発覚したブレーブスの不正契約問題のため、先の契約は無効となった。
その後、2018年3月26日にピッツバーグ・パイレーツと契約（契約金は約150万ドル）を結んでプロ入り。シーズン開幕後、傘下のルーキー級ガルフ・コーストリーグ・パイレーツでプロデビュー。35試合に出場して打率.271、13打点、10盗塁を記録した。なお、この年の4月には前年12月に恋人関係にあった女性を暴行したとして罰金200万ウォン（日本円＝約20万円）で略式起訴されている。
2019年は開幕直後の4月16日、前述の暴行事件を受けて30試合の出場停止処分を科せられた。この年はA級グリーンズボロ・グラスホッパーズで85試合に出場して打率.323、38打点、31盗塁を記録した。オフにはオーストラリアン・ベースボールリーグのジーロング・コリアでプレーした。
2020年は新型コロナウイルスの影響でマイナーリーグの試合が開催されなかったため、公式戦の出場は無かった。
2021年はルーキー級フロリダ・コンプレックスリーグ・パイレーツ（ゴールドとブラックの2球団）、AA級アルトゥーナ・カーブでプレーし、3球団合計で86試合に出場して打率.281、8本塁打、33打点、20盗塁を記録した。オフにはアリゾナ・フォールリーグに参加し、ピオリア・ハベリーナズに所属した。
2022年、マイナーではAAA級インディアナポリス・インディアンスでプレーし、108試合に出場して打率.289、8本塁打、53打点、30盗塁を記録した。9月23日にメジャー契約を結んでアクティブ・ロースター入りし、メジャーデビューとなった同日のシカゴ・カブス戦にて「9番・二塁手」で先発出場して9回表にメジャー初安打を放った。10試合に出場して打率.333、6打点、3盗塁を記録した。

## 詳細情報

### 年度別打撃成績
| 年 度    | 球 団    | 試 合 | 打 席 | 打 数 | 得 点 | 安 打 | 二 塁 打 | 三 塁 打 | 本 塁 打 | 塁 打 | 打 点 | 盗 塁 | 盗 塁 死 | 犠 打 | 犠 飛 | 四 球 | 敬 遠 | 死 球 | 三 振 | 併 殺 打 | 打 率 | 出 塁 率 | 長 打 率 | O P S |
| -------- | -------- | ----- | ----- | ----- | ----- | ----- | -------- | -------- | -------- | ----- | ----- | ----- | -------- | ----- | ----- | ----- | ----- | ----- | ----- | -------- | ----- | -------- | -------- | ----- |
| 2022     | PIT      | 10    | 37    | 33    | 5     | 11    | 3        | 0        | 0        | 14    | 6     | 3     | 0        | 0     | 0     | 2     | 0     | 2     | 6     | 0        | .333  | .405     | .424     | .830  |
| 2023     | PIT      | 111   | 371   | 334   | 54    | 77    | 17       | 2        | 2        | 104   | 32    | 24    | 9        | 3     | 2     | 30    | 0     | 2     | 92    | 4        | .231  | .296     | .311     | .607  |
| MLB：2年 | MLB：2年 | 121   | 408   | 367   | 59    | 88    | 20       | 2        | 2        | 118   | 38    | 27    | 9        | 3     | 2     | 32    | 0     | 4     | 98    | 4        | .240  | .306     | .322     | .628  |

- 2023年度シーズン終了時

### 年度別守備成績
内野守備
| 年 度 | 球 団 | 二塁（2B） | 二塁（2B） | 二塁（2B） | 二塁（2B） | 二塁（2B） | 二塁（2B） | 遊撃（SS） | 遊撃（SS） | 遊撃（SS） | 遊撃（SS） | 遊撃（SS） | 遊撃（SS） |
| 年 度 | 球 団 | 試 合      | 刺 殺      | 補 殺      | 失 策      | 併 殺      | 守 備 率   | 試 合      | 刺 殺      | 補 殺      | 失 策      | 併 殺      | 守 備 率   |
| ----- | ----- | ---------- | ---------- | ---------- | ---------- | ---------- | ---------- | ---------- | ---------- | ---------- | ---------- | ---------- | ---------- |
| 2022  | PIT   | 4          | 8          | 11         | 0          | 2          | 1.000      | -          | -          | -          | -          | -          | -          |
| 2023  | PIT   | 64         | 70         | 116        | 7          | 21         | .964       | 3          | 2          | 4          | 1          | 0          | .857       |
| MLB   | MLB   | 68         | 78         | 127        | 7          | 23         | .967       | 3          | 2          | 4          | 1          | 0          | .857       |

外野守備
| 年 度 | 球 団 | 左翼（LF） | 左翼（LF） | 左翼（LF） | 左翼（LF） | 左翼（LF） | 左翼（LF） | 中堅（CF） | 中堅（CF） | 中堅（CF） | 中堅（CF） | 中堅（CF） | 中堅（CF） |
| 年 度 | 球 団 | 試 合      | 刺 殺      | 補 殺      | 失 策      | 併 殺      | 守 備 率   | 試 合      | 刺 殺      | 補 殺      | 失 策      | 併 殺      | 守 備 率   |
| ----- | ----- | ---------- | ---------- | ---------- | ---------- | ---------- | ---------- | ---------- | ---------- | ---------- | ---------- | ---------- | ---------- |
| 2022  | PIT   | 1          | 3          | 0          | 1          | 0          | .750       | 5          | 6          | 0          | 1          | 0          | .857       |
| 2023  | PIT   | -          | -          | -          | -          | -          | -          | 62         | 95         | 0          | 2          | 0          | .979       |
| MLB   | MLB   | 1          | 3          | 0          | 1          | 0          | .750       | 67         | 101        | 0          | 3          | 0          | .971       |

- 2023年度シーズン終了時

### 背番号
- 71（2022年）
- 3（2023年 - ）